# Прокопчук, Николай Андреевич
Прокопчук Николай Андреевич (1896, Сады, Волынская губерния — 25 сентября 1938) — советский военный деятель, комбриг (1935).

## Биография
Родился в 1896 году в селе Сады Дубенского уезда Волынской губернии в крестьянской семье. В 1911 году окончил церковно-приходскую школу. В 1915 году был призван в армию. Участник Первой мировой войны. Проходил службу в артиллерии. После окончания учебной команды был назначен начальником связи тяжелой артиллерийской батареи. В 1917 году был избран в состав солдатского комитета артиллерийского дивизиона. Последний чин в старой армии — младший фейерверкер. С 1917 по март 1918 работал председателем ревкома в своем родном селе.

### Гражданская война
С марта 1918 года командовал партизанскими отрядами в Дубенском и Кременецком уездах, действовавших против 1-го Волынского корпуса Украинской державы. Затем последовательно занимал должности начальника группы войск подпольной организации РКП(б) в Дубно и председателем Дубенского ревкома. С 1918 по июль 1919 года работал секретарем Дубенского уездного комитета партии.
В Красной армии добровольно с июля 1919 года. Служил политруком в роте, затем батальонным комиссаром в 392-м Таращанском стрелковом полку. С марта по июнь 1920 — военный комиссар 392-го Таращанского стрелкового полка. С июня 1920 по конец того же года служил командиром того же полка. С конца 1920 по июль 1922 — командир 131-й Таращанской бригады 44-й стрелковой дивизии.

### Советский период
В июле 1922 назначен командиром 131-го Таращанского стрелкового полка. В марте 1923 зачислен слушателем Высших повторных курсов старшего и среднего комсостава, находившиеся в Харькове. Данные курсы окончил в июле 1924 года. С июля 1924 года — вновь командир 131-го Таращанского стрелкового полка. В 1927 году окончил КУВНАС при Военной академии имени М. В. Фрунзе. В марте 1930 года назначен начальником штаба 44-й Киевской стрелковой дивизии. С января 1932 по декабрь 1933 — командир 96-й Винницкой стрелковой дивизии имени Я. Ф. Фабрициуса. С декабря 1933 по август 1937 — командир и военный комиссар 51-й Перекопской стрелковой дивизии имени Моссовета. В 1935 году во время перелета из Одессы в Киев на совещание командующего Киевским военным округом Якира самолёт, в котором находился Прокопчук, приземлился на территории Румынии. С августа 1937 по 2 февраля 1938 состоял в распоряжении Управления по начсоставу РККА.

## Закат карьеры и гибель
Арестован 2 февраля 1938 г. 25 сентября 1938 г. Военной коллегией Верховного суда СССР был приговорен к расстрелу по обвинению в участии в военном заговоре. Приговор приведен в исполнение в тот же день. Реабилитирован Военной коллегией Верховного суда СССР 27 декабря 1957 года.

## Награды
- Орден Красного Знамени (1928)